# Arsenura cassandra
Arsenura cassandra är en fjärilsart som beskrevs av Pieter Cramer 1780. Arsenura cassandra ingår i släktet Arsenura och familjen påfågelsspinnare. Inga underarter finns listade i Catalogue of Life.